# Langiden
Langiden là một đô thị hạng 5 ở tỉnh Abra, Philippines. Theo điều tra dân số năm 2007, đô thị này có dân số 3.242 người trong 589 hộ.

## Các khu phố (barangay)
Langiden được chia thành 6 khu phố (barangay).
| Barangay         | Pop. (2007) |
| ---------------- | ----------- |
| Baac             | 334         |
| Dalayap (Nalaas) | 486         |
| Mabungtot        | 510         |
| Malapaao         | 657         |
| Poblacion        | 409         |
| Quillat          | 846         |

## Kết quả bầu cử năm 2007
| Chức vụ          | Ứng cử viên            | Tổng số phiếu bầu |
| ---------------- | ---------------------- | ----------------- |
| Thị trưởng       | Noel P. Castillo       | 993               |
| Phó thị trưởng   | Manuel T. Guzman       | 1.093             |
| Ủy viên hội đồng | Ronaldo B. Valera      | 1.184             |
| Ủy viên hội đồng | Flordeliza C. Arconado | 1.086             |
| Ủy viên hội đồng | Consuelo A. Bisares    | 1.079             |
| Ủy viên hội đồng | Amelia A. Palecpec     | 1.073             |
| Ủy viên hội đồng | Nelson R. Bigornia     | 1.057             |
| Ủy viên hội đồng | Ruben G. Castillo      | 1.005             |
| Ủy viên hội đồng | Restituto S. Tadeo     | 1.004             |
| Ủy viên hội đồng | William C. Llaneza     | 991               |